# Cusihuiriachi
Cusihuiriachi är en kommun i Mexiko.   Den ligger i delstaten Chihuahua, i den nordvästra delen av landet, 1 300 km nordväst om huvudstaden Mexico City. Antalet invånare är 5 414. Arean är 1 810 kvadratkilometer.
Terrängen i Cusihuiriachi är kuperad.
Följande samhällen finns i Cusihuiriachi:
- Colonia Cusi
- Campo Número Veintiséis
- Campo Número Veintiocho
- Capilla de los Remedios
- Rancho de González
- Carbajal de Abajo
- Santa Rita
- Llanos de Reforma